# Mälarskogens naturreservat
Mälarskogens naturreservat är ett kommunalt  naturreservat i Botkyrka kommun i Stockholms län. Området är naturskyddat sedan 2022 och är 69 hektar stort. Genom reservatet löper vandringsleden Mälarpromenaden.

## Natur
Reservatet ligger utmed Mälaren norr om Hallunda och är ganska kuperat, med flera höjdryggar. Det består av äldre blandskog som på vissa platser domineras av lövträd, på andra av barrträd. På höjdernas sydsida finns inslag av ädellövträd, framför allt ek men även ask och lönn. På ett omkring fem hektar stort vassfritt område i Mälaren förekommer den ovanliga vattenväxten småsvalting.
Närheten till Mälaren gör att luftfuktigheten i reservatet är hög, vilket gynnar många mossor, lavar och svampar samt de insektsarter som är knutna till dessa. I reservatets granskogar förekommer orkidén knärot. Bland svampfloran märks ovanliga arter som ullticka, tallticka och dofttaggsvamp, och bland mossorna förekommer vedtrappmossa.
Reservatet har ett rikt fågelliv, med både skogslevande arter, strand- och vattenknutna arter och arter som trivs i kulturlandskapet. Bland annat återfinns här fyra hackspettarter: spillkråka, gröngöling samt större och mindre hackspett.
Reservatet innehåller också viktiga biotoper för fladdermöss. Tio arter av fladdermöss har påträffats i området.

## Kulturlämningar
I Mälarskogen finns fornlämningar ända från bronsåldern. Den mest anslående av fornlämningarna i trakten är ett stort gravröse (Botkyrka 70:1) strax söder om reservatet, nära Hallunda gård. Inne i reservatet ligger en bronsåldersboplats (Botkyrka 69:1) med terrasseringar och skärvstenshögar.
Från nyare tid märks vid Slagstabadet lämningarna av Slagsta tegelbruk, som var verksamt från 1600-talet till 1900-talets början. I reservatets västra del finns lämningar av Norsborgs luftvärnsställning från andra världskriget, som bestod av ett pjäsvärn och flera skyttevärn.

## Promenadstråk
Flera stigar och gångvägar går genom reservatet. Huvudstråket kallas Mälarpromenaden och går längs Mälarens strand från Slagsta färjeläge i öster till Norsborgsparken i väster. Även Botkyrkas kulturspår och den äldre Hallunda kulturstig går delvis genom reservatet.